# Neuniederländische Sprache
Als neuniederländische Sprache, auch als modernes Niederländisch bekannt, bezeichnet man aus sprachhistorischer Sicht die jüngste Ausprägung des Niederländischen. Sie wird seit etwa 1500 an gesprochen und stellt die Basis der niederländischen Standardsprache dar. Diese ist vor allem im Norden des niederländischen Sprachraumes entstanden (Holländisch und Brabantisch). Daher wurde diese Sprachform in der Germanistik vielfach auch als Nordniederländisch bezeichnet.

## Geschichtlicher Hintergrund
Im Laufe des Achtzigjährigen Krieges wurde das Gebiet Holland wirtschaftlich und politisch führend in der Republik der Sieben Vereinigten Niederlande.
Nach der Rückeroberung der südlichen Niederlande durch die Spanier und dem Fall von Antwerpen wurde Brabant wirtschaftlich und politisch immer unbedeutender.
In der Zeit wanderten viele Brabanter aus religiösen Gründen nach Holland und Zeeland aus.

## Niederländisch im Süden

### Sprachliche Verbundenheit mit dem Norden
Das südliche Sprachgebiet des Niederländischen, in der heutigen Region Flandern, (veraltet auch als Südniederländisch bezeichnet) existierte unter ganz anderen gesellschaftlichen Bedingungen als das nördliche (in den heutigen Niederlanden).
Der Süden gehörte auch nach 1648 (Friede von Münster) zu den Spanischen und später zu den Österreichischen Niederlanden. Das nördliche Sprachgebiet ging ab 1648 politisch eigene Wege. Zwischen 1795 und 1815 war das ganze Sprachgebiet jedoch wieder im Französischen Kaiserreich vereint und es wurde in dieser Zeit das Französische favorisiert. Von 1815 bis 1830 bildete das Niederländische Sprachgebiet das Königreich der Vereinigten Niederlande, in dem das Nordniederländische dominierte. So fiel 1830 dieser Staat denn auch wieder auseinander, als sich der katholische Süden vom protestantischen Norden trennte. Aber erst 1839 erkannte das Königreich der Niederlande die neu entstandenen Grenzen und das Königreich Belgien an (siehe auch Geschichte Belgiens).

### Zweisprachigkeit des Bürgertums
Die höheren gesellschaftlichen Schichten waren zweisprachig (niederländisch und französisch), bevorzugten aber das Französische.
Literatur auf Niederländisch beschränkte sich auf die Rederijkers, deren Arbeit aber kaum noch künstlerischen Wert hatte, und auf Literatur für einfache Leute.
So verlor das Niederländische im Süden seine Rolle als Kultursprache immer mehr.
Gleichzeitig war das Niederländische im Süden von den sprachlichen Entwicklungen des Nordens abgeschnitten.

## Holland wird Sprachzentrum
Die Menschen, die das entstehende Neuniederländisch prägten, waren die vornehmen Bürger (Patrizier) in den holländischen Städten südlich des IJ.
Amsterdam wurde einerseits auf sprachlichem Gebiet tonangebend für die anderen Gebiete der Republik der Sieben Vereinigten Niederlande. Andererseits war Amsterdam dabei ein Empfänger südlicher (brabantischer) Einflüsse.
In Friesland entstand unter holländischem Einfluss ab dem 16. Jahrhundert das Stadtfriesisch.
Auch Utrecht und die Gebiete an der IJssel gerieten unter holländischen Einfluss.
Dadurch wurde die traditionelle Einteilung der niederländischen Dialekte oder Sprachen in niederfränkisch, westfriesisch und niedersächsisch nachträglich verändert.
So geben die heutigen Dialektmerkmale auch die sprachliche Abhängigkeit vom Gebiet Holland wieder.
Die ostniederländischen Gebiete wurden (so wie die anderen Gebiete auch) vom Gebiet Holland wirtschaftlich und politisch dominiert.
In den ostniederländischen Gebieten wurden die niedersächsischen Dialekte zurückgedrängt und vom Holländischen beeinflusst.
Auch außerhalb der Niederlande war das Niederländische bis ins 18. Jahrhundert hinein Schreibsprache und Verkehrssprache der reformierten Kirche und der Oberschicht, so zum Beispiel in Ostfriesland und der Grafschaft Bentheim. Aber auch in den Herzogtümern Kleve, Geldern und Jülich wurde Niederländisch als Schriftsprache verwendet. Im Herzogtum Jülich allerdings beschränkte sich der Gebrauch des Niederländischen nur auf das im Jahre 1713 von Geldern erworbene Gebiet um Erkelenz.

## Entstehen der Standardsprache

### Staatenbibel
Von großer Bedeutung für das Entstehen der niederländischen Standardsprache war die niederländische Bibelübersetzung von 1618 bis 1637.
Die Übersetzung erfolgte auf Geheiß der Dordrechter Synode und orientierte sich an den griechischen und hebräischen Textquellen.
Diese Übersetzung wird auch mit den nordniederländischen Generalstaaten, der regierenden Ständevertretung, in Verbindung gebracht.
Darum wird diese Bibel nach diesen Staaten oft Statenbijbel (‚Staatenbibel‘) genannt, und die Übersetzung Statenvertaling (‚Staatenübersetzung‘).
Dieser Bibelübersetzung kommt eine ähnlich große Bedeutung zu wie der deutschen Bibelübersetzung von Martin Luther.
Die Übersetzer versuchten, einen sprachlichen Ausgleich zwischen den einzelnen Dialekten herzustellen.
Die Sprache sollte allgemein akzeptabel sein und eine allzu deutliche Dialektausprägung vermeiden.
Allerdings hatte der Süden des niederländischen Sprachgebietes, besonders das Brabantische, einen hohen Anteil an der Sprache der Übersetzung.
Als in Holland im 17. Jahrhundert eine ablehnende Haltung gegenüber dem Brabantischen entstand, verzichtete man allerdings darauf, die Bibelübersetzung zu überarbeiten.

### Stilunterschiede zwischen Nördlich und Südlich
Der südliche (brabantische und flämische) Einfluss auf die entstehende Standardsprache zeigt sich im Stil einiger Wörter.
In mehreren Fällen ist ein südliches Dialektwort in die Schriftsprache übernommen worden und bekam dadurch einen gehobenen Stil oder eine übertragen Bedeutung.
In den südlichen Dialekten behielt es aber seinen alltäglichen Stilwert und seine alte Bedeutung.
Dies kann dazu führen, dass südliche Dialektwörter auf Nicht-Kenner dieser Dialekte schreibsprachlich, feierlich oder altmodisch klingen.
Zum Beispiel ist opheffen in den südlichen Dialekten das übliche und alltägliche Wort für "aufheben" ("etwas vom Boden aufheben").
Im Raum Holland sagt man dafür eher optillen.
Das südliche Wort opheffen gelangte in die Schriftsprache, gehörte somit zum gehobenen Stil und eignete sich für übertragene Bedeutungen.
Demnach benutzt man in gehobener Sprache oder bei übertragener Bedeutung opheffen: hij hief zijn ogen ten hemel ("er erhob seine Augen gen Himmel") oder de zitting werd opgeheven ("die Sitzung wurde aufgehoben/beendet").
Im Süden des niederländischen Sprachgebietes kann man also unter dem Einfluss der dortigen Dialekte formulieren: hij heft de fiets op ("er hebt das Fahrrad (vom Boden) auf").
Im Norden des Sprachgebietes klingt das etwas ungewöhnlich, weil man opheffen dort nur aus der Schriftsprache kennt.
Im Norden sagt man eher: hij tilt de fiets op.
Weitere solcher Fälle sind:
| südliche Variante                                            | nördliche Variante | Bedeutung          |
| ------------------------------------------------------------ | ------------------ | ------------------ |
| zenden (Westflämisch und Schriftsprache)                     | sturen             | "senden, schicken" |
| werpen (Westflämisch und Schriftsprache)                     | gooien             | "werfen"           |
| die Anrede gij (Ostflämisch, Brabantisch und Schriftsprache) | jij                | "du"               |
| nu (Westflämisch und Schriftsprache)                         | nou                | "nun", "jetzt"     |

### Beschäftigung mit der niederländischen Sprache
Neben der Bibelübersetzung gab es weitere bedeutsame Veröffentlichungen, die die Entstehung der Einheitssprache beeinflussten, z. B. die erste niederländische Grammatikfibel Twe-sprack vande Nederduitsche letterkunst, die Hendrik Laurenszoon Spieghel mit anderen Mitgliedern der angesehenen Amsterdamer „Rederijkerskamer“ um das Jahr 1584 erarbeitete und das Grundlagenwerk Aanleidinghe ter Nederduitsche Dichtkunste, verfasst von Joost van den Vondel im Jahre 1650.

## Bestandteile der Standardsprache

### Flämischer und brabantischer Einfluss
Im 16. Jahrhundert verlagerte sich das Sprachzentrum vom Süden in den Norden der Niederlande.
Gleichzeitig übt der Süden (Grafschaft Flandern und Herzogtum Brabant) einen großen sprachlichen Einfluss auf den Norden aus.
Dieser Einfluss zeigt sich in mehreren Punkten:
- im Wortschatz
- in der Diphthongierung von mittelniederländischem uu [yː] zu neuniederländischem ui [øɪ̯] und von mittelniederländischem i [iː] zu neuniederländischem ij [ɛɪ̯]
- im Zusammenfall von â (westgermanisches langes a, altgermanisches langes æ) und a (westgermanisches gedehntes kurzes a), wie in schaap beziehungsweise water
- im Übergang von d zu j in Fällen wie braaien gegenüber braden
- im beschleunigten Verschwinden von du (Anredeform, 2. Person Singular) zu Gunsten von jij und gij

### Friesischer Einfluss
Friesischer Einfluss im Neuniederländischen zeigt sich unter anderem in folgenden Punkten:
- die stimmlose Aussprache von v, z und g im Anlaut (voet [fuˑt], zien [siˑn], gaan [χaːn])
- die Lautverbindungen sj und tj (wie in sjouwen und tjalk)
- gn am Anfang des Wortes (wie in gniffelen)
- einzelne Wörter

### Sächsischer Einfluss
Sächsischer (also niederdeutscher) Einfluss zeigt sich unter anderem in folgenden Punkten:
- im Wortschatz
- der Umlaut von langen Vokalen: eu [øː] statt oe [uˑ] und oo (wie in geneugte gegenüber genoegen und bleu gegenüber blo, blode)
- fehlende Diphthongierung von Mnl. uu und i: oe und ie statt ui und ij
- ee statt ie (wie in deemoed)

Einige der lautlichen Kennzeichen der sächsischen Dialekte finden sich auch in anderen Dialekten, besonders die fehlende Diphthongierung und der Umlaut von langen Vokalen.